# کوپلیا
کوپلیا (به فرانسوی: La Fille aux Yeux d'Émail) -دختری با چشم‌های شیشه‌ای- یک بالهٔ کمیک است که در سال ۱۸۷۰ توسط آرتور سن لئون و با آهنگسازی لئو دلیب طراحی شده‌است. چارلز لوئیس اتین که وظیفهٔ نوشتن لیبرتو و طراحی میزانسن را بر عهده داشت، برای این‌کار از داستان کوتاه «مرد شنی» اثر ارنست هوفمان الهام گرفت.
کوپلیا در زبان یونانی به معنی «زن جوان» است. این افسانه برای اولین بار در ۲۵ مه ۱۸۷۰ در سالن تئاتر امپراتوری اپرا پاریس با حضور جوزپینا بوزاکی ۱۶ ساله در نقش «سوانهیلدا» و یوجنی فیوکر در نقش «فرانتس» به روی صحنه رفت. طراحی لباس به عهدهٔ پل لورمیر و آلفرد آلبرت بود. همچنین شارل-آنتوان کامبون، ادوارد دسپلچین و ژان پاپتیست لاواتره نیز طراحان صحنهٔ این نمایش بودند.
اولین موفقیت بالهٔ کوپلیا با اینکه مصادف با جنگ فرانسه و پروس و محاصره پاریس بود (که همچنین منجر به مرگ زودهنگام جوزپینا بوزاکی در هفدهمین سالگرد تولد او شد)، اما در نهایت این نمایش به یکی از پر اجراترین نمایش‌های باله در اپرا تبدیل شد.
اجراهای مدرن‌تر کوپلیا، برگرفته از طرح احیا شدهٔ ماریوس پتیپا هستند، که اواخر قرن نوزدهم برای باله مارینسکی نوشته شده بود.

## طرح
کوپلیوس (به لاتین: Coppélius) پزشکی است که یک عروسک رقصنده در اندازه واقعی ساخته‌است. این عروسک آنقدر طبیعی است که فرانتس که یک جوان روستایی است، شیفتهٔ آن می‌شود و دختر مورد علاقه‌اش سوانهیلدا را کنار می‌گذارد. سوانهیلدا برای نشان دادن حماقت فرانتس، لباس عروسک به تن کرده و وانمود می‌کند که آن را زنده کرده‌است. در نهایت نیز فرانتس را از دست مخترع نجات داده و فرار می‌کنند.
صحنه ۱
داستان در طول برگزاری جشنواره‌ای در شهر آغاز می‌شود. یک جارچی هنگام ورود به شهر اعلام می‌کند به هر کسی که در روزهای جشنواره ازدواج کند یک هدیه ویژه نقدی تعلق خواهد گرفت. سوانهیلدا و فرانتس نیز قصد دارند در طول جشنواره ازدواج کنند. با این حال، سوانهیلدا از فرانتس دلخور است، زیرا به نظر می‌رسد که او مدتی است توجه بیشتری به دختری به نام کوپلیا دارد که بی حرکت در بالکن خانه ای در آن نزدیکی می‌نشیند.
این خانه متعلق به مخترعی مرموز و شیطانی به نام کوپلیوس است. اگرچه کوپلیا تمام وقت خود را بدون هیچ حرکتی صرف نشستن و مطالعه می‌کند، اما با اینحال فرانتس مجذوب زیبایی او شده و مصمم است که توجه او را به خود جلب کند. سوانهیلدا که هنوز از فرانتس دلخور است، خوشه گندمی را به سمت سرش تکان می‌دهد؛ اگر صدای خس خس بدهد، می‌داند که فرانتس او را دوست دارد. با انجام این کار اما او چیزی نمی‌شنود. وقتی آن را به سمت سر فرانتس تکان می‌دهد، او نیز چیزی نمی‌شنود، اما به یکباره می‌گوید که صدای خس خس را می‌شنود. با اینحال، سوانهیلدا حرف او را باور نمی‌کند و با دلی شکسته فرار می‌کند.
کمی بعد وقتی کوپلیوس خانه اش را ترک می‌کند، گروهی از پسران، مخترع شیطانی را دوره کرده و به او طعنه می‌زنند. کوپلیوس پس از متفرق کردن آن‌ها، بدون اینکه متوجه شود کلیدهایش در آن شلوغی از جیبش بیرون افتاده‌است، به راه خود ادامه می‌دهد. در همین حین سوانهیلدا کلیدها را پیدا کرده و به این فکر می‌افتد که دربارهٔ کوپلیا اطلاعات بیشتری کسب کند. او به همراه دوستانش تصمیم می‌گیرند که وارد خانه کوپلیوس شوند. در همین حال، فرانتس هم تلاش می‌کند برای ملاقات با کوپلیا از نردبان به سمت بالکن او بالا برود.
صحنه ۲
سوانهیلدا و دوستانش خود را در یک اتاق بزرگ پر از آدم می‌بینند. با این حال هیچ‌کدام از آدم‌ها حرکت نمی‌کنند. دختران به زودی متوجه می‌شوند که آن‌ها عروسک‌های مکانیکی در اندازهٔ واقعی هستند. آن‌ها به سرعت عروسک‌ها را کوک کرده و به تماشایشان می‌نشینند. سوانهیلدا همچنین کوپلیا را پشت پرده پیدا می‌کند و در این‌جا متوجه می‌شود که او نیز یک عروسک است.
کوپلیوس به خانه برگشته و با دختران مواجه می‌شود. او نه تنها به خاطر تجاوز آن‌ها به ملکش بلکه به خاطر ایجاد مزاحمت در اتاق کارش به شدت عصبانی می‌شود. سپس دوستان سوانهیلدا را بیرون کرده و اتاق را مرتب می‌کند. وقتی کوپلیوس متوجه بالا آمدن فرانتس از بالکن می‌شود، او را به خانه اش دعوت می‌کند. مخترع می‌خواهد کوپلیا را زنده کند، اما برای انجام این کار به قربانی انسانی نیاز دارد. او با یک طلسم جادویی روح فرانتس را می‌گیرد و به کوپلیا منتقل می‌کند. پس از اینکه کوپلیوس مقداری شراب حاوی پودر خواب به او پیشنهاد می‌دهد، فرانتس کم‌کم به خواب می‌رود. سپس مخترع طلسم جادویی خود را آماده می‌کند.
کوپلیوس اما همهٔ دختران را بیرون نکرد. سوانهیلدا هنوز آنجاست و پشت پرده پنهان شده‌است. او لباس‌های کوپلیا را می‌پوشد و وانمود می‌کند که عروسک زنده شده‌است. کوپلیوس هم از این اتفاق به طوری وصف ناشدنی به شوق می‌آید. پس از اینکه کوپلیوس از اتاق بیرون می‌رود، سوانهیلدا، فرانتس را از خواب بیدار کرده و سپس تمام عروسک‌های مکانیکی را برای کمک به فرار خودشان جمع می‌کند. کوپلیوس وقتی کوپلیا بی جان را پشت پرده پیدا می‌کند گیج شده و سپس غمگین می‌شود.
 توجه: در برخی از نسخه‌های روسی باله، سوانهیلدا پس از گرفتار شدن، نزد کوپلیوس دربارهٔ کارهایی که او و دوستانش انجام داده‌اند و وضعیتش با فرانتس اعتراف می‌کند. کوپلیوس تصمیم می‌گیرد سوانهیلدا را ببخشد و به او بیاموزد که چگونه مانند عروسکی که زنده می‌شود تا فرانتس را فریب دهد، عمل کند و به این ترتیب صحنه ۲ را با یک نت شادتر به پایان می‌رساند.
صحنه ۳
سوانهیلدا و فرانتس در شرف ادای سوگند ازدواج هستند که کوپلیوس با حالتی عصبانی ظاهر می‌شود و ادعای خسارت می‌کند. سوانهیلدا که از ایجاد چنین اتفاقی ناامید شده‌است، در ازای بخشش کوپلیوس، جهیزیه خود را پیشنهاد می‌کند. با این حال، فرانتس به سوانهیلدا می‌گوید که جهیزیه خود را حفظ کند و به جای آن به کوپلیوس می‌گوید که خسارت را پرداخت خواهد کرد. در آن لحظه، شهردار مداخله می‌کند و کیسه ای پول به کوپلیوس می‌دهد که این‌کار سبب آرامش او می‌شود. سپس سوانهیلدا و فرانتس ازدواج کرده و مردم شهر با رقصیدن جشن می‌گیرند.

## تأثیر و پیشینه
- جشن روز عروسی در میدان دهکده که صحنه ۳ را در بر می‌گیرد، اغلب در نسخه‌های رقص مدرن حذف می‌شود.
- بخشی از این داستان، از نمایش‌های مسافرتی اواخر قرن ۱۸ و اوایل قرن ۱۹ که در آن از خودکاره استفاده می‌شد تأثیر گرفته‌است. این زمینه سرگرمی کمتر مستند شده‌است، اما بررسی اخیر در این مورد در شطرنج‌باز ترک توسط تام استندج (۲۰۰۲) آمده‌است.[۲]
- کوپلیوس به شخصیت آقای دروسلمیر در بالهٔ فندق شکن بی شباهت نیست.